# Suicidas y sicarios
Suicidas y sicarios es el séptimo álbum de estudio de la banda de punk rock argentina Expulsados, publicado en el año 2016 por las discográficas Sony BMG/PopArt Discos. Fue producido por la banda y es el primer álbum que cuenta con los integrantes Nano Expulsado (guitarra), Sikus Expulsado (bajo) y Gabriel Expulsado (batería). Originalmente la fecha de lanzamiento fue anunciada para el 2 de diciembre de 2014 pero por "problemas en la producción" (según la banda) fue retrasado dos años, siendo lanzado el 2 de diciembre de 2016.
"Cien números" fue el único sencillo extraído del álbum.

## Lista de canciones
Todas las canciones compuestas por Sebastián Expulsado.

| N.º   | Título                            | Duración |  |
| 1.    | «Te estaré esperando»             | 2:43     |  |
| 2.    | «Barco a Marruecos»               | 3:05     |  |
| 3.    | «Prostituta de Vietnam»           | 2:21     |  |
| 4.    | «Cien números»                    | 3:15     |  |
| 5.    | «Perdóname»                       | 3:36     |  |
| 6.    | «Descendiendo en espiral»         | 4:01     |  |
| 7.    | «Cuando no era yo»                | 2:43     |  |
| 8.    | «Hecho de vos»                    | 3:18     |  |
| 9.    | «Si te vas»                       | 2:40     |  |
| 10.   | «El rock and roll te va a acabar» | 2:28     |  |
| 11.   | «Acidez»                          | 2:21     |  |
| 12.   | «Robin Hood»                      | 3:58     |  |
| 13.   | «Si me importaras»                | 3:56     |  |
| 40:35 |                                   |          |  |

## Créditos
Expulsados
- Sebastián Expulsado - Voz
- Nano Expulsado - Guitarra
- Sikus Expulsado - Bajo
- Gabriel Expulsado - Batería